# بامبلبي (فلم)
بامبلبي (بالإنجليزية: Bumblebee) هو فيلم حركة وخيال علمي أمريكي من إنتاج سنة 2018. يتمحور حول شخصية بامبلبي من عالم المتحولين. العمل هو الإصدار السادس ضمن سلسلة أفلام المتحولين وبادئة لفيلم المتحولون (2007). الفيلم من إخراج ترافيس نايت وكتابة كريستينا هودسون، وبطولة هيلي ستاينفيلد وجون سينا وجورج ليندنبورج جونيور وجون أورتيز وجايسون دروكير وباميلا أدلون مع ديلن أوبراين وبيتر كولين وأنجيلا باسيت وجستن ثيرو في أدوار صوتية. بامبلبي هو أول فيلم في السلسلة ليس من إخراج مايكل بي رغم كونه منتج فيه. بدء التصوير الرئيسي على الفيلم في 31 يوليو 2017 في لوس أنجلوس وسان فرانسيسكو، كاليفورنيا.
عرض بامبلبي لأول مرة في برلين بتاريخ 8 ديسمبر 2018، وصدر في الولايات المتحدة في 21 ديسمبر 2018. تلقى الفيلم مراجعات إيجابية من النقاد الذين مدحوا مشاهد الحركة وأداء ستاينفيلد وأحداث الثمانينات، ووصفهه بعضهم بأنه أفضل أجزاء السلسلة.

## القصة
تدور أحداث الفيلم عام 1987، أثناء رحلة هروب بامبلبي من المطاردة حيث يجد مأوى في مخبأ خردة ببلدة شاطئية صغيرة بكاليفورنيا، في الوقت نفسه تحاول تشارلي وهي في مطلع الـ18 سنة أن تجد مكانًا لها في العالم، فتكتشف بامبلي محطم وبه آثار معارك كثيرة، وعندما تتمكن من تجديد أجزاءه وإعادته للحياة تدرك سريعًا إنه ليس مجرد سيارة فولكس فاغن صفراء تقليدية.

## طاقم التمثيل

### بشر
- هيلي ستاينفيلد بدور تشارلي واتسون
- جون سينا بدور جاك برنز
- جورج ليندنبورج جونيور بدور ميمو
- جون أورتيز بدور دكتور باول
- جايسون دروكير بدور أوتيس واتسون
- باميلا أدلون بدور سالي واتسون

### متحولون
- ديلن أوبراين بدور بامبلبي
- بيتر كولين بدور أوبتيموس برايم
- أنجيلا باسيت بدور شاتر
- جستن ثيرو بدور دروب كيك

## الإصدار
تم إصدار بامبلبي في الولايات المتحدة في 21 ديسمبر 2018 بواسطة باراماونت بيكتشرز. الفيلم متاح في 2D و (RealD 3D) وآيماكس 3D. تم تحديد التاريخ مبدئيًا ليوم 8 يونيو 2018. تم إصدار المقطع الدعائي الأول في 5 يونيو 2018، ومقطعين جديدين، أحدهما دولي، في 24 سبتمبر 2018.
في 21 نوفمبر 2018، أعلنت شركة باراماونت أنها ستجري معاينات ليوم واحد للفيلم يوم السبت 8 ديسمبر 2018، على غرار العروض الترويجية التي قدمتها أمازون برايم وسوني بيكتشرز مع الأفلام: جومانجي: مرحبا بكم في الأدغال وفندق ترانسيلفانيا 3: عطلة متوحشة، وإصدار أكوا مان في ديسمبر 2018.

### وسائط منزلية
تم إصدار بامبلبي على التوزيع الرقمي في 19 مارس 2019، وتم إصداره على (4K Ultra HD Blu-ray) وبلو راي ودي في دي في 2 أبريل 2019. تم إصدار بامبلبي أيضًا على في إتش إس في 1 أبريل 2019، كإصدار ترويجي محدود الإصدار، ولكن ليس للبيع بالتجزئة.

## الجوائز
تم ترشيح بامبلبي لجائزة (Razzie Redeemer) في حفل توزيع جائزة التوتة الذهبية التاسع والثلاثين، في فئة «أكبر مفاجأة للعام» في حفل توزيع جوائز (Golden Schmoes) السنوي الثامن عشر، وفئة «أفضل موسيقى» في النُّسخة التاسعة من جوائز هوليوود الموسيقية في وسائل الإعلام. كان واحدًا من 20 فيلمًا من بين أكثر 100 فيلمًا من حيث الأرباح لعام 2018. تم ترشيح بامبلبي في ثلاث فئات لجائزة اختيار المراهقين لعام 2019. تم ترشيح الفيلم أيضًا لأفضل فيلم خيال علمي، وهيلي ستاينفيلد لأفضل ممثلة مساعدة ضمن جائزة زحل.

## وصلات خارجية
- مقالات تستعمل روابط فنية بلا صلة مع ويكي بيانات
- بامبلبي  في قاعدة بيانات الأفلام على الإنترنت (بالإنجليزية)
- Bumblebee في قاعدة بيانات تيرنر كلاسيك موفيز للأفلام.

لا توجد روابط لمواقع التواصل الاجتماعي.